# Avenida Prat de la Riba (Lérida)
La avenida Prat de la Riba (durante la dictadura Avenida del General Mola) es una de las principales avenidas de la ciudad de Lérida con 3 carriles en cada sentido. En un principio el tramo antiguo solo medía 805 metros desde la plaza Ricardo Viñes hasta la calle Príncipe de Viana. Años más tarde en la zona de expansión del barrio de Pardiñas, se continuó el nuevo tramo quedando separado del anterior por las vías del tren. Ya está construido el empalme para unir los dos tramos aprovechando el soterramiento de las vías
En el cruce con la Rambla de Pardiñas se encuentra el Pabellón Barris Nord donde juega el Lleida Bàsquet, en el número 36 se encuentra el antiguo edificio del Gobierno Militar y en el número 73 la Clínica la Alianza.